# Rain Without End
Rain Without End (с англ. — «Нескончаемый дождь») — дебютный студийный альбом шведской дэт/дум-группы October Tide, выпущенный в 1997 году лейблом VIC Records. Единственный из альбомов October Tide, где Йонас Ренксе выступил в качестве вокалиста.

## Об альбоме
October Tide была основана в 1994 году участниками метал-группы Katatonia Йонасом Ренксе и Фредом Норрманом. Создание стороннего проекта было вызвано тем, что в 1995 году Katatonia была распущена из-за отсутствия подходящего состава.
Вместе они сочинили и записали дебютный альбом Rain Without End, где Йонас выступил вокалистом, гитаристом и барабанщиком. В 1997 году альбом был издан на VIC Records. В течение этого периода October Tide держался в тени, решив не гастролировать и не давать никаких интервью.

## Переиздание
Альбом был переиздан 10 ноября 2008 года с новой обложкой, звук был ремастирован.

## Список композиций
Слова и музыка всех песен — October Tide.
| №                   | Название              | Длительность |
| ------------------- | --------------------- | ------------ |
| 1.                  | «12 Days of Rain»     | 6:43         |
| 2.                  | «Ephemeral»           | 6:22         |
| 3.                  | «All Painted Cold»    | 5:45         |
| 4.                  | «Sightless»           | 6:28         |
| 5.                  | «Losing Tomorrow»     | 2:35         |
| 6.                  | «Blue Gallery»        | 5:43         |
| 7.                  | «Infinite Submission» | 5:36         |
| Общая длительность: | Общая длительность:   | 39:12        |

## Участники записи[6]
October Tide
- Йонас Ренксе — вокал, гитара, барабаны
- Фред Норрман — гитара, бас-гитара

Приглашённые музыканты
- Морион — клавишные, аудио-эффекты
- Кристер Обер — скрипка

Производственный персонал
- Дан Сванё — продюсер, звукорежиссёр